# Segundo Campeonato Nacional de Clubes
Il Segundo Campeonato Nacional de Clubes (in italiano Secondo Campionato Nazionale di Club) è stato la 2ª edizione del massimo campionato brasiliano di calcio.

## Formula
Primo turno: 4 gruppi, due di 6 e due di 7 squadre. I partecipanti affrontano tutti gli avversari (sia del loro gruppo sia degli altri) un'unica volta. Passano alla fase successiva le migliori 4 di ogni raggruppamento.
Secondo turno: 4 gruppi con 4 squadre ciascuno. Ogni squadra affronta una volta le altre tre componenti del gruppo e si qualifica alla fase seguente la migliore di ogni raggruppamento.
Semifinali e finale: gare in partita unica a eliminazione diretta.

## Partecipanti
| Squadra          | Città          | Stato               |
| ---------------- | -------------- | ------------------- |
| ABC              | Natal          | Rio Grande do Norte |
| América-MG       | Belo Horizonte | Minas Gerais        |
| America-RJ       | Rio de Janeiro | Guanabara           |
| Atlético Mineiro | Belo Horizonte | Minas Gerais        |
| Bahia            | Salvador       | Bahia               |
| Botafogo         | Rio de Janeiro | Guanabara           |
| Ceará            | Fortaleza      | Ceará               |
| Corinthians      | San Paolo      | San Paolo           |
| Coritiba         | Curitiba       | Paraná              |
| CRB              | Maceió         | Alagoas             |
| Cruzeiro         | Belo Horizonte | Minas Gerais        |
| Flamengo         | Rio de Janeiro | Guanabara           |
| Fluminense       | Rio de Janeiro | Guanabara           |
| Grêmio           | Porto Alegre   | Rio Grande do Sul   |
| Internacional    | Porto Alegre   | Rio Grande do Sul   |
| Nacional-AM      | Manaus         | Amazonas            |
| Náutico          | Recife         | Pernambuco          |
| Palmeiras        | San Paolo      | San Paolo           |
| Portuguesa       | San Paolo      | San Paolo           |
| Remo             | Belém          | Pará (bandiera)     |
| San Paolo        | San Paolo      | San Paolo           |
| Santa Cruz       | Recife         | Pernambuco          |
| Santos           | Santos         | San Paolo           |
| Sergipe          | Aracaju        | Sergipe             |
| Vasco da Gama    | Rio de Janeiro | Guanabara           |
| Vitória          | Salvador       | Bahia               |

## Primo turno

### Risultati
| 1ª giornata               | 1ª giornata               | 1ª giornata               | 1ª giornata               | 1ª giornata               |
| 9, 10 set. e 21 nov. 1972 | 9, 10 set. e 21 nov. 1972 | 9, 10 set. e 21 nov. 1972 | 9, 10 set. e 21 nov. 1972 | 9, 10 set. e 21 nov. 1972 |
| ------------------------- | ------------------------- | ------------------------- | ------------------------- | ------------------------- |
| 09/09                     | Botafogo                  | -                         | Santos                    | 1-1                       |
| 09/09                     | Cruzeiro                  | -                         | América-MG                | 0-0                       |
| 09/09                     | Vitória                   | -                         | Remo                      | 0-0                       |
| 10/09                     | ABC                       | -                         | CRB                       | 0-0                       |
| 10/09                     | Atlético-MG               | -                         | Vasco da Gama             | 0-1                       |
| 10/09                     | Bahia                     | -                         | Nacional-AM               | 1-0                       |
| 10/09                     | Corinthians               | -                         | Fluminense                | 1-1                       |
| 10/09                     | Coritiba                  | -                         | Palmeiras                 | 1-0                       |
| 10/09                     | Flamengo                  | -                         | América-RJ                | 1-1                       |
| 10/09                     | Grêmio                    | -                         | San Paolo                 | 2-0                       |
| 10/09                     | Náutico                   | -                         | Santa Cruz                | 0-0                       |
| 10/09                     | Sergipe                   | -                         | Ceará                     | 1-3                       |
| 21/11                     | Internacional             | -                         | Portuguesa                | 5-1                       |

| 2ª giornata       | 2ª giornata       | 2ª giornata       | 2ª giornata       | 2ª giornata       |
| 13 e 14 set. 1972 | 13 e 14 set. 1972 | 13 e 14 set. 1972 | 13 e 14 set. 1972 | 13 e 14 set. 1972 |
| ----------------- | ----------------- | ----------------- | ----------------- | ----------------- |
| 13/09             | ABC               | -                 | San Paolo         | 0-3               |
| 13/09             | América-MG        | -                 | Corinthians       | 0-0               |
| 13/09             | Bahia             | -                 | América-RJ        | 0-0               |
| 13/09             | Ceará             | -                 | Internacional     | 3-1               |
| 13/09             | Coritiba          | -                 | Botafogo          | 0-0               |
| 13/09             | CRB               | -                 | Fluminense        | 0-2               |
| 13/09             | Grêmio            | -                 | Atlético-MG       | 1-0               |
| 13/09             | Nacional-AM       | -                 | Flamengo          | 0-0               |
| 13/09             | Náutico           | -                 | Cruzeiro          | 1-2               |
| 13/09             | Portuguesa        | -                 | Santa Cruz        | 0-1               |
| 13/09             | Remo              | -                 | Vasco da Gama     | 0-0               |
| 13/09             | Sergipe           | -                 | Santos            | 0-1               |
| 14/09             | Vitória           | -                 | Palmeiras         | 0-3               |

| 3ª giornata       | 3ª giornata       | 3ª giornata       | 3ª giornata       | 3ª giornata       |
| 16 e 17 set. 1972 | 16 e 17 set. 1972 | 16 e 17 set. 1972 | 16 e 17 set. 1972 | 16 e 17 set. 1972 |
| ----------------- | ----------------- | ----------------- | ----------------- | ----------------- |
| 16/09             | Náutico           | -                 | Fluminense        | 0-1               |
| 17/09             | ABC               | -                 | Internacional     | 1-2               |
| 17/09             | América-MG        | -                 | Portuguesa        | 2-2               |
| 17/09             | Botafogo          | -                 | Grêmio            | 1-2               |
| 17/09             | Ceará             | -                 | San Paolo         | 1-1               |
| 17/09             | Corinthians       | -                 | Atlético-MG       | 1-1               |
| 17/09             | Coritiba          | -                 | Bahia             | 1-0               |
| 17/09             | CRB               | -                 | Cruzeiro          | 1-4               |
| 17/09             | Nacional-AM       | -                 | Vasco da Gama     | 1-3               |
| 17/09             | Remo              | -                 | Flamengo          | 1-2               |
| 17/09             | Santa Cruz        | -                 | América-RJ        | 1-1               |
| 17/09             | Sergipe           | -                 | Palmeiras         | 1-1               |
| 17/09             | Vitória           | -                 | Santos            | 1-0               |

| 4ª giornata       | 4ª giornata       | 4ª giornata       | 4ª giornata       | 4ª giornata       |
| 20 e 21 set. 1972 | 20 e 21 set. 1972 | 20 e 21 set. 1972 | 20 e 21 set. 1972 | 20 e 21 set. 1972 |
| ----------------- | ----------------- | ----------------- | ----------------- | ----------------- |
| 20/09             | ABC               | -                 | Nacional-AM       | 3-3               |
| 20/09             | Bahia             | -                 | Remo              | 1-1               |
| 20/09             | Ceará             | -                 | Vitória           | 0-0               |
| 20/09             | Coritiba          | -                 | Santos            | 0-0               |
| 20/09             | CRB               | -                 | Náutico           | 0-0               |
| 20/09             | Cruzeiro          | -                 | Corinthians       | 0-1               |
| 20/09             | Internacional     | -                 | Grêmio            | 1-0               |
| 20/09             | Palmeiras         | -                 | Botafogo          | 2-2               |
| 20/09             | Santa Cruz        | -                 | Sergipe           | 0-0               |
| 20/09             | Vasco da Gama     | -                 | América-RJ        | 3-0               |
| 21/09             | América-MG        | -                 | Fluminense        | 0-0               |
| 21/09             | Flamengo          | -                 | Atlético-MG       | 1-0               |
| 21/09             | San Paolo         | -                 | Portuguesa        | 1-1               |

| 5ª giornata       | 5ª giornata       | 5ª giornata       | 5ª giornata       | 5ª giornata       |
| 23 e 24 set. 1972 | 23 e 24 set. 1972 | 23 e 24 set. 1972 | 23 e 24 set. 1972 | 23 e 24 set. 1972 |
| ----------------- | ----------------- | ----------------- | ----------------- | ----------------- |
| 23/09             | Palmeiras         | -                 | Santa Cruz        | 3-0               |
| 23/09             | Vasco da Gama     | -                 | Internacional     | 1-2               |
| 24/09             | ABC               | -                 | Atlético-MG       | 1-2               |
| 24/09             | Ceará             | -                 | Grêmio            | 0-0               |
| 24/09             | Coritiba          | -                 | Sergipe           | 2-0               |
| 24/09             | CRB               | -                 | Portuguesa        | 0-0               |
| 24/09             | Cruzeiro          | -                 | Bahia             | 1-0               |
| 24/09             | Fluminense        | -                 | Santos            | 2-1               |
| 24/09             | Nacional-AM       | -                 | Corinthians       | 2-0               |
| 24/09             | Náutico           | -                 | América-RJ        | 1-1               |
| 24/09             | Remo              | -                 | Botafogo          | 1-1               |
| 24/09             | San Paolo         | -                 | Flamengo          | 0-0               |
| 24/09             | Vitória           | -                 | América-MG        | 0-0               |

| 6ª giornata       | 6ª giornata       | 6ª giornata       | 6ª giornata       | 6ª giornata       |
| 27 e 28 set. 1972 | 27 e 28 set. 1972 | 27 e 28 set. 1972 | 27 e 28 set. 1972 | 27 e 28 set. 1972 |
| ----------------- | ----------------- | ----------------- | ----------------- | ----------------- |
| 27/09             | ABC               | -                 | Grêmio            | 1-1               |
| 27/09             | Bahia             | -                 | Flamengo          | 0-1               |
| 27/09             | Ceará             | -                 | Atlético-MG       | 1-3               |
| 27/09             | Coritiba          | -                 | Vitória           | 3-0               |
| 27/09             | CRB               | -                 | América-RJ        | 0-1               |
| 27/09             | Fluminense        | -                 | Cruzeiro          | 1-2               |
| 27/09             | Nacional-AM       | -                 | Botafogo          | 1-2               |
| 27/09             | Náutico           | -                 | Portuguesa        | 2-1               |
| 27/09             | Palmeiras         | -                 | Internacional     | 1-1               |
| 27/09             | Remo              | -                 | Corinthians       | 2-2               |
| 27/09             | Sergipe           | -                 | América-MG        | 0-2               |
| 28/09             | Santa Cruz        | -                 | Vasco da Gama     | 2-0               |
| 28/09             | Santos            | -                 | San Paolo         | 1-0               |

| 7ª giornata            | 7ª giornata            | 7ª giornata            | 7ª giornata            | 7ª giornata            |
| 30 set. e 1º ott. 1972 | 30 set. e 1º ott. 1972 | 30 set. e 1º ott. 1972 | 30 set. e 1º ott. 1972 | 30 set. e 1º ott. 1972 |
| ---------------------- | ---------------------- | ---------------------- | ---------------------- | ---------------------- |
| 30/09                  | Bahia                  | -                      | Grêmio                 | 0-0                    |
| 30/09                  | Náutico                | -                      | Palmeiras              | 1-2                    |
| 01/10                  | ABC                    | -                      | Vasco da Gama          | 1-2                    |
| 01/10                  | Atlético-MG            | -                      | Coritiba               | 2-0                    |
| 01/10                  | Botafogo               | -                      | América-RJ             | 0-2                    |
| 01/10                  | Ceará                  | -                      | Flamengo               | 1-3                    |
| 01/10                  | Corinthians            | -                      | Portuguesa             | 3-2                    |
| 01/10                  | CRB                    | -                      | Santos                 | 1-3                    |
| 01/10                  | Nacional-AM            | -                      | Internacional          | 2-2                    |
| 01/10                  | Remo                   | -                      | San Paolo              | 0-1                    |
| 01/10                  | Santa Cruz             | -                      | América-MG             | 4-1                    |
| 01/10                  | Sergipe                | -                      | Cruzeiro               | 0-1                    |
| 01/10                  | Vitória                | -                      | Fluminense             | 0-0                    |

| 8ª giornata     | 8ª giornata     | 8ª giornata     | 8ª giornata     | 8ª giornata     |
| 4 e 5 ott. 1972 | 4 e 5 ott. 1972 | 4 e 5 ott. 1972 | 4 e 5 ott. 1972 | 4 e 5 ott. 1972 |
| --------------- | --------------- | --------------- | --------------- | --------------- |
| 04/10           | ABC             | -               | Flamengo        | 0-0             |
| 04/10           | América-RJ      | -               | Atlético-MG     | 2-0             |
| 04/10           | Bahia           | -               | Botafogo        | 1-1             |
| 04/10           | Ceará           | -               | Vasco da Gama   | 0-0             |
| 04/10           | Coritiba        | -               | América-MG      | 2-0             |
| 04/10           | CRB             | -               | Palmeiras       | 1-3             |
| 04/10           | Cruzeiro        | -               | Vitória         | 4-0             |
| 04/10           | Grêmio          | -               | Portuguesa      | 1-1             |
| 04/10           | Nacional-AM     | -               | San Paolo       | 1-1             |
| 04/10           | Náutico         | -               | Santos          | 1-1             |
| 04/10           | Remo            | -               | Internacional   | 0-0             |
| 04/10           | Sergipe         | -               | Fluminense      | 1-1             |
| 05/10           | Santa Cruz      | -               | Corinthians     | 3-3             |

| 9ª giornata     | 9ª giornata     | 9ª giornata     | 9ª giornata     | 9ª giornata     |
| 7 e 8 ott. 1972 | 7 e 8 ott. 1972 | 7 e 8 ott. 1972 | 7 e 8 ott. 1972 | 7 e 8 ott. 1972 |
| --------------- | --------------- | --------------- | --------------- | --------------- |
| 07/10           | Náutico         | -               | Corinthians     | 0-1             |
| 07/10           | Remo            | -               | América-RJ      | 0-1             |
| 08/10           | ABC             | -               | Coritiba        | 0-0             |
| 08/10           | Atlético-MG     | -               | Vitória         | 5-0             |
| 08/10           | Bahia           | -               | San Paolo       | 1-0             |
| 08/10           | Ceará           | -               | América-MG      | 2-0             |
| 08/10           | CRB             | -               | Botafogo        | 3-2             |
| 08/10           | Internacional   | -               | Santos          | 0-0             |
| 08/10           | Nacional-AM     | -               | Portuguesa      | 2-0             |
| 08/10           | Palmeiras       | -               | Cruzeiro        | 2-2             |
| 08/10           | Santa Cruz      | -               | Fluminense      | 1-2             |
| 08/10           | Sergipe         | -               | Grêmio          | 0-2             |
| 08/10           | Vasco da Gama   | -               | Flamengo        | 1-2             |

| 10ª giornata      | 10ª giornata      | 10ª giornata      | 10ª giornata      | 10ª giornata      |
| 11 e 12 ott. 1972 | 11 e 12 ott. 1972 | 11 e 12 ott. 1972 | 11 e 12 ott. 1972 | 11 e 12 ott. 1972 |
| ----------------- | ----------------- | ----------------- | ----------------- | ----------------- |
| 11/10             | ABC               | -                 | América-MG        | 1-0               |
| 11/10             | Ceará             | -                 | Coritiba          | 0-0               |
| 11/10             | CRB               | -                 | Corinthians       | 0-0               |
| 11/10             | Cruzeiro          | -                 | Santos            | 2-0               |
| 11/10             | Flamengo          | -                 | Santa Cruz        | 1-0               |
| 11/10             | Grêmio            | -                 | Vitória           | 0-0               |
| 11/10             | Nacional-AM       | -                 | América-RJ        | 0-0               |
| 11/10             | Náutico           | -                 | Botafogo          | 1-2               |
| 11/10             | Remo              | -                 | Portuguesa        | 2-0               |
| 11/10             | San Paolo         | -                 | Vasco da Gama     | 0-1               |
| 11/10             | Sergipe           | -                 | Atlético-MG       | 0-1               |
| 12/10             | Bahia             | -                 | Internacional     | 0-0               |
| 12/10             | Fluminense        | -                 | Palmeiras         | 0-1               |

| 11ª giornata      | 11ª giornata      | 11ª giornata      | 11ª giornata      | 11ª giornata      |
| 14 e 15 ott. 1972 | 14 e 15 ott. 1972 | 14 e 15 ott. 1972 | 14 e 15 ott. 1972 | 14 e 15 ott. 1972 |
| ----------------- | ----------------- | ----------------- | ----------------- | ----------------- |
| 14/10             | Cruzeiro          | -                 | América-RJ        | 2-0               |
| 14/10             | Flamengo          | -                 | Corinthians       | 0-0               |
| 14/10             | Santos            | -                 | Grêmio            | 3-2               |
| 14/10             | Vitória           | -                 | CRB               | 1-0               |
| 15/10             | ABC               | -                 | Remo              | 0-1               |
| 15/10             | Atlético-MG       | -                 | Fluminense        | 2-0               |
| 15/10             | Bahia             | -                 | Santa Cruz        | 1-1               |
| 15/10             | Ceará             | -                 | Nacional-AM       | 1-0               |
| 15/10             | Coritiba          | -                 | San Paolo         | 4-0               |
| 15/10             | Internacional     | -                 | América-MG        | 0-0               |
| 15/10             | Náutico           | -                 | Sergipe           | 3-0               |
| 15/10             | Palmeiras         | -                 | Portuguesa        | 1-0               |
| 15/10             | Vasco da Gama     | -                 | Botafogo          | 0-0               |

| 12ª giornata      | 12ª giornata      | 12ª giornata      | 12ª giornata      | 12ª giornata      |
| 18 e 19 ott. 1972 | 18 e 19 ott. 1972 | 18 e 19 ott. 1972 | 18 e 19 ott. 1972 | 18 e 19 ott. 1972 |
| ----------------- | ----------------- | ----------------- | ----------------- | ----------------- |
| 18/10             | Atlético-MG       | -                 | Palmeiras         | 0-3               |
| 18/10             | Coritiba          | -                 | Flamengo          | 2-1               |
| 18/10             | CRB               | -                 | Bahia             | 0-0               |
| 18/10             | Fluminense        | -                 | Portuguesa        | 2-2               |
| 18/10             | Grêmio            | -                 | Cruzeiro          | 1-1               |
| 18/10             | Remo              | -                 | Ceará             | 1-1               |
| 18/10             | San Paolo         | -                 | Corinthians       | 3-1               |
| 18/10             | Santa Cruz        | -                 | Nacional-AM       | 2-1               |
| 18/10             | Sergipe           | -                 | ABC               | 0-1               |
| 18/10             | Vitória           | -                 | Náutico           | 0-1               |
| 19/10             | América-MG        | -                 | Vasco da Gama     | 0-0               |
| 19/10             | América-RJ        | -                 | Santos            | 0-2               |
| 19/10             | Internacional     | -                 | Botafogo          | 0-0               |

| 13ª giornata      | 13ª giornata      | 13ª giornata      | 13ª giornata      | 13ª giornata      |
| 21 e 22 ott. 1972 | 21 e 22 ott. 1972 | 21 e 22 ott. 1972 | 21 e 22 ott. 1972 | 21 e 22 ott. 1972 |
| ----------------- | ----------------- | ----------------- | ----------------- | ----------------- |
| 21/10             | Atlético-MG       | -                 | Portuguesa        | 1-0               |
| 21/10             | Ceará             | -                 | ABC               | 1-0               |
| 21/10             | Coritiba          | -                 | América-RJ        | 3-3               |
| 21/10             | CRB               | -                 | Nacional-AM       | 1-2               |
| 21/10             | Cruzeiro          | -                 | Internacional     | 1-1               |
| 21/10             | Palmeiras         | -                 | Flamengo          | 1-0               |
| 21/10             | San Paolo         | -                 | Fluminense        | 0-3               |
| 21/10             | Sergipe           | -                 | Vitória           | 0-2               |
| 22/10             | Corinthians       | -                 | Botafogo          | 0-0               |
| 22/10             | Grêmio            | -                 | América-MG        | 1-0               |
| 22/10             | Náutico           | -                 | Bahia             | 0-0               |
| 22/09             | Remo              | -                 | Santa Cruz        | 4-0               |
| 22/10             | Vasco da Gama     | -                 | Santos            | 1-1               |

| 14ª giornata      | 14ª giornata      | 14ª giornata      | 14ª giornata      | 14ª giornata      |
| 25 e 26 ott. 1972 | 25 e 26 ott. 1972 | 25 e 26 ott. 1972 | 25 e 26 ott. 1972 | 25 e 26 ott. 1972 |
| ----------------- | ----------------- | ----------------- | ----------------- | ----------------- |
| 25/10             | ABC               | -                 | América-RJ        | 0-1               |
| 25/10             | Ceará             | -                 | Portuguesa        | 1-4               |
| 25/10             | CRB               | -                 | Grêmio            | 0-2               |
| 25/10             | Internacional     | -                 | Flamengo          | 0-0               |
| 25/10             | Nacional-AM       | -                 | América-MG        | 1-1               |
| 25/10             | Palmeiras         | -                 | Santos            | 0-1               |
| 25/10             | Remo              | -                 | Coritiba          | 0-0               |
| 25/10             | Santa Cruz        | -                 | San Paolo         | 2-2               |
| 25/10             | Sergipe           | -                 | Corinthians       | 1-3               |
| 25/10             | Vasco da Gama     | -                 | Cruzeiro          | 1-0               |
| 25/10             | Vitória           | -                 | Botafogo          | 1-0               |
| 26/10             | Bahia             | -                 | Fluminense        | 1-0               |
| 26/10             | Náutico           | -                 | Atlético-MG       | 3-0               |

| 15ª giornata      | 15ª giornata      | 15ª giornata      | 15ª giornata      | 15ª giornata      |
| 28 e 29 ott. 1972 | 28 e 29 ott. 1972 | 28 e 29 ott. 1972 | 28 e 29 ott. 1972 | 28 e 29 ott. 1972 |
| ----------------- | ----------------- | ----------------- | ----------------- | ----------------- |
| 28/10             | Náutico           | -                 | Grêmio            | 1-1               |
| 28/10             | Vasco da Gama     | -                 | Palmeiras         | 0-0               |
| 28/10             | Vitória           | -                 | Corinthians       | 1-2               |
| 29/10             | ABC               | -                 | Portuguesa        | 2-1               |
| 29/10             | Bahia             | -                 | Santos            | 0-2               |
| 29/10             | Ceará             | -                 | América-RJ        | 1-1               |
| 29/10             | CRB               | -                 | Atlético-MG       | 1-1               |
| 29/10             | Flamengo          | -                 | Fluminense        | 0-1               |
| 29/10             | Nacional-AM       | -                 | Coritiba          | 1-2               |
| 29/10             | Remo              | -                 | América-MG        | 0-0               |
| 29/10             | San Paolo         | -                 | Cruzeiro          | 2-1               |
| 29/10             | Santa Cruz        | -                 | Internacional     | 2-3               |
| 29/10             | Sergipe           | -                 | Botafogo          | 0-1               |

| 16ª giornata     | 16ª giornata     | 16ª giornata     | 16ª giornata     | 16ª giornata     |
| 1º e 2 nov. 1972 | 1º e 2 nov. 1972 | 1º e 2 nov. 1972 | 1º e 2 nov. 1972 | 1º e 2 nov. 1972 |
| ---------------- | ---------------- | ---------------- | ---------------- | ---------------- |
| 01/11            | ABC              | -                | Bahia            | 0-1              |
| 01/11            | América-MG       | -                | Santos           | 1-1              |
| 01/11            | Botafogo         | -                | Cruzeiro         | 1-1              |
| 01/11            | Ceará            | -                | Náutico          | 2-1              |
| 01/11            | Corinthians      | -                | Palmeiras        | 1-0              |
| 01/11            | Coritiba         | -                | Fluminense       | 2-0              |
| 01/11            | Internacional    | -                | América-RJ       | 0-1              |
| 01/11            | Santa Cruz       | -                | CRB              | 1-1              |
| 01/11            | Sergipe          | -                | Remo             | 3-0              |
| 01/11            | Vitória          | -                | Nacional-AM      | 0-0              |
| 02/11            | Grêmio           | -                | Vasco da Gama    | 0-1              |
| 02/11            | Portuguesa       | -                | Flamengo         | 0-1              |
| 02/11            | San Paolo        | -                | Atlético-MG      | 2-1              |

| 17ª giornata | 17ª giornata | 17ª giornata | 17ª giornata  | 17ª giornata |
| 5 nov. 1972  | 5 nov. 1972  | 5 nov. 1972  | 5 nov. 1972   | 5 nov. 1972  |
| ------------ | ------------ | ------------ | ------------- | ------------ |
| 05/11        | ABC          | -            | Fluminense    | 0-1          |
| 05/11        | Atlético-MG  | -            | Botafogo      | 2-0          |
| 05/11        | Bahia        | -            | América-MG    | 2-1          |
| 05/11        | Ceará        | -            | Cruzeiro      | 1-1          |
| 05/11        | Coritiba     | -            | Corinthians   | 0-1          |
| 05/11        | CRB          | -            | Internacional | 2-3          |
| 05/11        | Flamengo     | -            | Vitória       | 1-0          |
| 05/11        | Grêmio       | -            | Santa Cruz    | 0-1          |
| 05/11        | Nacional-AM  | -            | Palmeiras     | 0-0          |
| 05/11        | Náutico      | -            | San Paolo     | 0-6          |
| 05/11        | Portuguesa   | -            | América-RJ    | 1-0          |
| 05/11        | Remo         | -            | Santos        | 1-1          |
| 05/11        | Sergipe      | -            | Vasco da Gama | 0-2          |

| 18ª giornata    | 18ª giornata    | 18ª giornata    | 18ª giornata    | 18ª giornata    |
| 8 e 9 nov. 1972 | 8 e 9 nov. 1972 | 8 e 9 nov. 1972 | 8 e 9 nov. 1972 | 8 e 9 nov. 1972 |
| --------------- | --------------- | --------------- | --------------- | --------------- |
| 08/11           | ABC             | -               | Cruzeiro        | 0-2             |
| 08/11           | América-RJ      | -               | América-MG      | 3-0             |
| 08/11           | Bahia           | -               | Atlético-MG     | 1-3             |
| 08/11           | Ceará           | -               | Fluminense      | 3-0             |
| 08/11           | Corinthians     | -               | Grêmio          | 1-0             |
| 08/11           | Coritiba        | -               | Portuguesa      | 1-1             |
| 08/11           | CRB             | -               | San Paolo       | 2-6             |
| 08/11           | Nacional-AM     | -               | Santos          | 0-0             |
| 08/11           | Remo            | -               | Palmeiras       | 0-2             |
| 08/11           | Santa Cruz      | -               | Botafogo        | 3-2             |
| 08/11           | Sergipe         | -               | Flamengo        | 0-2             |
| 09/11           | Náutico         | -               | Internacional   | 0-1             |
| 09/11           | Vitória         | -               | Vasco da Gama   | 2-0             |

| 19ª giornata      | 19ª giornata      | 19ª giornata      | 19ª giornata      | 19ª giornata      |
| 11 e 12 nov. 1972 | 11 e 12 nov. 1972 | 11 e 12 nov. 1972 | 11 e 12 nov. 1972 | 11 e 12 nov. 1972 |
| ----------------- | ----------------- | ----------------- | ----------------- | ----------------- |
| 11/11             | América-MG        | -                 | Flamengo          | 2-0               |
| 11/11             | Botafogo          | -                 | San Paolo         | 3-2               |
| 12/11             | ABC               | -                 | Santa Cruz        | 2-0               |
| 12/11             | Bahia             | -                 | Vitória           | 0-0               |
| 12/11             | Ceará             | -                 | CRB               | 2-2               |
| 12/11             | Corinthians       | -                 | Vasco da Gama     | 1-1               |
| 12/11             | Coritiba          | -                 | Internacional     | 2-1               |
| 12/11             | Cruzeiro          | -                 | Atlético-MG       | 0-0               |
| 12/11             | Fluminense        | -                 | América-RJ        | 0-0               |
| 12/11             | Grêmio            | -                 | Palmeiras         | 0-1               |
| 12/11             | Náutico           | -                 | Remo              | 2-2               |
| 12/11             | Portuguesa        | -                 | Santos            | 2-0               |
| 12/11             | Sergipe           | -                 | Nacional-AM       | 0-0               |

| 20ª giornata      | 20ª giornata      | 20ª giornata      | 20ª giornata      | 20ª giornata      |
| 15 e 16 nov. 1972 | 15 e 16 nov. 1972 | 15 e 16 nov. 1972 | 15 e 16 nov. 1972 | 15 e 16 nov. 1972 |
| ----------------- | ----------------- | ----------------- | ----------------- | ----------------- |
| 15/11             | Flamengo          | -                 | Botafogo          | 0-6               |
| 16/11             | ABC               | -                 | Náutico           | 3-4               |
| 16/11             | Atlético-MG       | -                 | Santos            | 0-1               |
| 16/11             | Ceará             | -                 | Bahia             | 0-0               |
| 16/11             | Coritiba          | -                 | Vasco da Gama     | 1-1               |
| 16/11             | CRB               | -                 | Sergipe           | 0-3               |
| 16/11             | Cruzeiro          | -                 | Portuguesa        | 2-0               |
| 16/11             | Fluminense        | -                 | Grêmio            | 2-0               |
| 16/11             | Internacional     | -                 | Corinthians       | 2-0               |
| 16/11             | Palmeiras         | -                 | América-RJ        | 2-0               |
| 16/11             | Remo              | -                 | Nacional-AM       | 1-0               |
| 16/11             | San Paolo         | -                 | América-MG        | 2-1               |
| 16/11             | Santa Cruz        | -                 | Vitória           | 1-1               |

| 21ª giornata      | 21ª giornata      | 21ª giornata      | 21ª giornata      | 21ª giornata      |
| 18 e 19 nov. 1972 | 18 e 19 nov. 1972 | 18 e 19 nov. 1972 | 18 e 19 nov. 1972 | 18 e 19 nov. 1972 |
| ----------------- | ----------------- | ----------------- | ----------------- | ----------------- |
| 18/11             | Internacional     | -                 | Atlético-MG       | 1-1               |
| 18/11             | Vasco da Gama     | -                 | Portuguesa        | 3-1               |
| 19/11             | ABC               | -                 | Vitória           | 0-0               |
| 19/11             | América-MG        | -                 | Palmeiras         | 1-2               |
| 19/11             | Botafogo          | -                 | Fluminense        | 2-1               |
| 19/11             | Ceará             | -                 | Corinthians       | 0-1               |
| 19/11             | Coritiba          | -                 | Cruzeiro          | 2-3               |
| 19/11             | CRB               | -                 | Remo              | 1-1               |
| 19/11             | Grêmio            | -                 | Flamengo          | 1-0               |
| 19/11             | Nacional-AM       | -                 | Náutico           | 2-3               |
| 19/11             | San Paolo         | -                 | América-RJ        | 2-0               |
| 19/11             | Santa Cruz        | -                 | Santos            | 2-4               |
| 19/11             | Sergipe           | -                 | Bahia             | 1-2               |

| 22ª giornata      | 22ª giornata      | 22ª giornata      | 22ª giornata      | 22ª giornata      |
| 22 e 23 nov. 1972 | 22 e 23 nov. 1972 | 22 e 23 nov. 1972 | 22 e 23 nov. 1972 | 22 e 23 nov. 1972 |
| ----------------- | ----------------- | ----------------- | ----------------- | ----------------- |
| 22/11             | ABC               | -                 | Corinthians       | 0-3               |
| 22/11             | Atlético-MG       | -                 | Nacional-AM       | 4-2               |
| 22/11             | Ceará             | -                 | Botafogo          | 0-0               |
| 22/11             | CRB               | -                 | Coritiba          | 0-3               |
| 22/11             | Cruzeiro          | -                 | Santa Cruz        | 1-0               |
| 22/11             | Náutico           | -                 | América-MG        | 3-2               |
| 22/11             | Palmeiras         | -                 | San Paolo         | 0-0               |
| 22/11             | Remo              | -                 | Grêmio            | 0-1               |
| 22/11             | Sergipe           | -                 | América-RJ        | 0-1               |
| 22/11             | Vasco da Gama     | -                 | Bahia             | 0-0               |
| 23/11             | Fluminense        | -                 | Internacional     | 0-0               |
| 23/11             | Santos            | -                 | Flamengo          | 0-0               |
| 23/11             | Vitória           | -                 | Portuguesa        | 0-0               |

| 23ª giornata      | 23ª giornata      | 23ª giornata      | 23ª giornata      | 23ª giornata      |
| 24 e 25 nov. 1972 | 24 e 25 nov. 1972 | 24 e 25 nov. 1972 | 24 e 25 nov. 1972 | 24 e 25 nov. 1972 |
| ----------------- | ----------------- | ----------------- | ----------------- | ----------------- |
| 24/11             | Náutico           | -                 | Coritiba          | 1-1               |
| 24/11             | Palmeiras         | -                 | Bahia             | 4-1               |
| 25/11             | ABC               | -                 | Botafogo          | 2-1               |
| 25/11             | CRB               | -                 | América-MG        | 0-0               |
| 25/11             | Cruzeiro          | -                 | Flamengo          | 1-1               |
| 25/11             | Internacional     | -                 | San Paolo         | 3-1               |
| 25/11             | Nacional-AM       | -                 | Grêmio            | 0-2               |
| 25/11             | Remo              | -                 | Atlético-MG       | 1-1               |
| 25/11             | Santa Cruz        | -                 | Ceará             | 1-1               |
| 25/11             | Santos            | -                 | Corinthians       | 4-0               |
| 25/11             | Sergipe           | -                 | Portuguesa        | 1-1               |
| 25/11             | Vasco da Gama     | -                 | Fluminense        | 0-0               |
| 25/11             | Vitória           | -                 | América-RJ        | 2-0               |

| 24ª giornata | 24ª giornata  | 24ª giornata | 24ª giornata  | 24ª giornata |
| 29 nov. 1972 | 29 nov. 1972  | 29 nov. 1972 | 29 nov. 1972  | 29 nov. 1972 |
| ------------ | ------------- | ------------ | ------------- | ------------ |
| 29/11        | ABC           | -            | Santos        | 0-2          |
| 29/11        | Atlético-MG   | -            | América-MG    | 1-1          |
| 29/11        | Ceará         | -            | Palmeiras     | 0-3          |
| 29/11        | Corinthians   | -            | Bahia         | 3-1          |
| 29/11        | CRB           | -            | Vasco da Gama | 0-0          |
| 29/11        | Grêmio        | -            | América-RJ    | 0-0          |
| 29/11        | Internacional | -            | Vitória       | 1-0          |
| 29/11        | Nacional-AM   | -            | Cruzeiro      | 2-1          |
| 29/11        | Náutico       | -            | Flamengo      | 0-1          |
| 29/11        | Portuguesa    | -            | Botafogo      | 1-1          |
| 29/11        | Remo          | -            | Fluminense    | 0-0          |
| 29/11        | Santa Cruz    | -            | Coritiba      | 1-2          |
| 29/11        | Sergipe       | -            | San Paolo     | 0-5          |

| 25ª giornata    | 25ª giornata    | 25ª giornata    | 25ª giornata    | 25ª giornata    |
| 2 e 3 dic. 1972 | 2 e 3 dic. 1972 | 2 e 3 dic. 1972 | 2 e 3 dic. 1972 | 2 e 3 dic. 1972 |
| --------------- | --------------- | --------------- | --------------- | --------------- |
| 02/12           | Náutico         | -               | Vasco da Gama   | 1-2             |
| 03/12           | ABC             | -               | Palmeiras       | 2-2             |
| 03/12           | América-MG      | -               | Botafogo        | 3-1             |
| 03/12           | América-RJ      | -               | Corinthians     | 0-0             |
| 03/12           | Bahia           | -               | Portuguesa      | 2-3             |
| 03/12           | Ceará           | -               | Santos          | 2-1             |
| 03/12           | Coritiba        | -               | Grêmio          | 1-2             |
| 03/12           | CRB             | -               | Flamengo        | 2-5             |
| 03/12           | Nacional-AM     | -               | Fluminense      | 0-1             |
| 03/12           | Remo            | -               | Cruzeiro        | 2-2             |
| 03/12           | San Paolo       | -               | Vitória         | 5-2             |
| 03/12           | Santa Cruz      | -               | Atlético-MG     | 2-0             |
| 03/12           | Sergipe         | -               | Internacional   | 2-4             |

### Girone A

#### Classifica
| Pos. | Squadra       | Pt | G  | V  | N  | P  | GF | GS | DR  |
| ---- | ------------- | -- | -- | -- | -- | -- | -- | -- | --- |
| 1    | Internacional | 34 | 25 | 11 | 12 | 2  | 34 | 20 | +14 |
| 2    | Vasco da Gama | 30 | 25 | 10 | 10 | 5  | 23 | 15 | +8  |
| 3    | San Paolo     | 28 | 25 | 11 | 6  | 8  | 45 | 31 | +13 |
| 4    | America-RJ    | 26 | 25 | 8  | 10 | 7  | 19 | 21 | -2  |
| 5    | Bahia         | 23 | 25 | 6  | 11 | 8  | 16 | 23 | -7  |
| 6    | Sergipe       | 9  | 25 | 2  | 5  | 18 | 14 | 41 | -27 |

#### Verdetti
- Internacional, Vasco da Gama, San Paolo e América-RJ qualificati al secondo turno.

### Girone B

#### Classifica
| Pos. | Squadra   | Pt | G  | V  | N  | P  | GF | GS | DR  |
| ---- | --------- | -- | -- | -- | -- | -- | -- | -- | --- |
| 1    | Palmeiras | 36 | 25 | 14 | 8  | 3  | 39 | 15 | +24 |
| 2    | Coritiba  | 33 | 25 | 12 | 9  | 4  | 34 | 17 | +17 |
| 3    | Cruzeiro  | 33 | 25 | 12 | 9  | 4  | 37 | 20 | +17 |
| 4    | Flamengo  | 28 | 25 | 10 | 8  | 7  | 21 | 20 | +1  |
| 5    | Remo      | 25 | 25 | 5  | 15 | 5  | 21 | 20 | +1  |
| 6    | Náutico   | 22 | 25 | 7  | 8  | 10 | 30 | 34 | -4  |
| 7    | ABC       | 15 | 25 | 4  | 7  | 12 | 20 | 33 | -13 |

#### Verdetti
- Palmeiras, Coritiba, Cruzeiro e Flamengo qualificati al secondo turno.

### Girone C

#### Classifica
| Pos. | Squadra          | Pt | G  | V  | N  | P  | GF | GS | DR  |
| ---- | ---------------- | -- | -- | -- | -- | -- | -- | -- | --- |
| 1    | Corinthians      | 32 | 25 | 11 | 10 | 4  | 29 | 24 | +5  |
| 2    | Atlético Mineiro | 26 | 25 | 10 | 6  | 9  | 31 | 26 | +5  |
| 3    | Botafogo         | 25 | 25 | 7  | 11 | 7  | 30 | 30 | 0   |
| 4    | Santa Cruz       | 23 | 25 | 7  | 9  | 9  | 31 | 36 | -5  |
| 5    | Nacional-AM      | 18 | 25 | 4  | 10 | 11 | 23 | 31 | -8  |
| 6    | Portuguesa       | 17 | 25 | 4  | 9  | 12 | 25 | 37 | -12 |

#### Verdetti
- Corinthians, Atlético Mineiro, Botafogo e Santa Cruz qualificati al secondo turno.

### Girone D

#### Classifica
| Pos. | Squadra    | Pt | G  | V  | N  | P  | GF | GS | DR  |
| ---- | ---------- | -- | -- | -- | -- | -- | -- | -- | --- |
| 1    | Santos     | 31 | 25 | 11 | 9  | 5  | 31 | 19 | +12 |
| 2    | Grêmio     | 28 | 25 | 10 | 8  | 7  | 22 | 16 | +6  |
| 3    | Ceará      | 28 | 25 | 8  | 12 | 5  | 27 | 25 | +2  |
| 4    | Fluminense | 27 | 25 | 9  | 9  | 7  | 21 | 19 | +2  |
| 5    | Vitória    | 22 | 25 | 6  | 10 | 9  | 13 | 26 | -13 |
| 6    | América-MG | 18 | 25 | 3  | 12 | 10 | 18 | 28 | -10 |
| 7    | CRB        | 13 | 25 | 1  | 11 | 13 | 18 | 45 | -27 |

#### Verdetti
- Santos, Grêmio, Ceará e Fluminense qualificati al secondo turno.

## Secondo turno

### Girone 1

#### Risultati
| 1ª giornata   | 1ª giornata  | 1ª giornata  | 1ª giornata  |
| 10 dic. 1972  | 10 dic. 1972 | 10 dic. 1972 | 10 dic. 1972 |
| ------------- | ------------ | ------------ | ------------ |
| Internacional | -            | Cruzeiro     | 3-2          |
| Vasco da Gama | -            | Flamengo     | 1-1          |

| 2ª giornata   | 2ª giornata  | 2ª giornata   | 2ª giornata  |
| 14 dic. 1972  | 14 dic. 1972 | 14 dic. 1972  | 14 dic. 1972 |
| ------------- | ------------ | ------------- | ------------ |
| Flamengo      | -            | Internacional | 1-3          |
| Vasco da Gama | -            | Cruzeiro      | 3-1          |

| 3ª giornata   | 3ª giornata  | 3ª giornata   | 3ª giornata  |
| 18 dic. 1972  | 18 dic. 1972 | 18 dic. 1972  | 18 dic. 1972 |
| ------------- | ------------ | ------------- | ------------ |
| Cruzeiro      | -            | Flamengo      | 1-1          |
| Internacional | -            | Vasco da Gama | 1-1          |

#### Classifica
| Pos. | Squadra       | Pt | G | V | N | P | GF | GS | DR |
| ---- | ------------- | -- | - | - | - | - | -- | -- | -- |
| 1    | Internacional | 5  | 3 | 2 | 1 | 0 | 7  | 4  | +3 |
| 2    | Vasco da Gama | 4  | 3 | 1 | 2 | 0 | 5  | 3  | +2 |
| 3    | Flamengo      | 2  | 3 | 0 | 2 | 1 | 3  | 5  | -2 |
| 4    | Cruzeiro      | 1  | 3 | 0 | 1 | 2 | 4  | 7  | -3 |

#### Verdetto
- Internacional qualificato alle semifinali.

### Girone 2

#### Risultati
| 1ª giornata  | 1ª giornata  | 1ª giornata  | 1ª giornata  |
| 10 dic. 1972 | 10 dic. 1972 | 10 dic. 1972 | 10 dic. 1972 |
| ------------ | ------------ | ------------ | ------------ |
| Coritiba     | -            | América-RJ   | 2-1          |
| San Paolo    | -            | Palmeiras    | 2-0          |

| 2ª giornata  | 2ª giornata  | 2ª giornata  | 2ª giornata  |
| 13 dic. 1972 | 13 dic. 1972 | 13 dic. 1972 | 13 dic. 1972 |
| ------------ | ------------ | ------------ | ------------ |
| Palmeiras    | -            | América-RJ   | 3-1          |
| San Paolo    | -            | Coritiba     | 2-0          |

| 3ª giornata  | 3ª giornata  | 3ª giornata  | 3ª giornata  |
| 16 dic. 1972 | 16 dic. 1972 | 16 dic. 1972 | 16 dic. 1972 |
| ------------ | ------------ | ------------ | ------------ |
| América-RJ   | -            | San Paolo    | 1-0          |
| Palmeiras    | -            | Coritiba     | 3-0          |

#### Classifica
| Pos. | Squadra    | Pt | G | V | N | P | GF | GS | DR |
| ---- | ---------- | -- | - | - | - | - | -- | -- | -- |
| 1    | Palmeiras  | 4  | 3 | 2 | 0 | 1 | 6  | 3  | +3 |
| 2    | San Paolo  | 4  | 3 | 2 | 0 | 1 | 4  | 1  | +3 |
| 3    | Coritiba   | 2  | 3 | 1 | 0 | 2 | 2  | 6  | -4 |
| 4    | America-RJ | 2  | 3 | 1 | 0 | 2 | 3  | 5  | -2 |

#### Verdetto
- Internacional qualificato alle semifinali.

### Girone 3

#### Risultati
| 1ª giornata      | 1ª giornata      | 1ª giornata      | 1ª giornata      |
| 9 e 10 dic. 1972 | 9 e 10 dic. 1972 | 9 e 10 dic. 1972 | 9 e 10 dic. 1972 |
| ---------------- | ---------------- | ---------------- | ---------------- |
| Fluminense       | -                | Ceará            | 0-0              |
| Atlético-MG      | -                | Corinthians      | 0-0              |

| 2ª giornata       | 2ª giornata       | 2ª giornata       | 2ª giornata       |
| 13 e 14 dic. 1972 | 13 e 14 dic. 1972 | 13 e 14 dic. 1972 | 13 e 14 dic. 1972 |
| ----------------- | ----------------- | ----------------- | ----------------- |
| Fluminense        | -                 | Atlético-MG       | 2-3               |
| Corinthians       | -                 | Ceará             | 1-0               |

| 3ª giornata  | 3ª giornata  | 3ª giornata  | 3ª giornata  |
| 18 dic. 1972 | 18 dic. 1972 | 18 dic. 1972 | 18 dic. 1972 |
| ------------ | ------------ | ------------ | ------------ |
| Ceará        | -            | Atlético-MG  | 1-1          |
| Corinthians  | -            | Fluminense   | 0-0          |

#### Classifica
| Pos. | Squadra          | Pt | G | V | N | P | GF | GS | DR |
| ---- | ---------------- | -- | - | - | - | - | -- | -- | -- |
| 1    | Corinthians      | 4  | 3 | 1 | 2 | 0 | 1  | 0  | +1 |
| 2    | Atlético Mineiro | 4  | 3 | 1 | 2 | 0 | 4  | 3  | +1 |
| 3    | Ceará            | 2  | 3 | 1 | 0 | 2 | 1  | 2  | -1 |
| 4    | Fluminense       | 2  | 3 | 0 | 2 | 1 | 2  | 3  | -1 |

#### Verdetto
- Corinthians qualificato alle semifinali.

### Girone 4

#### Risultati
| 1ª giornata | 1ª giornata | 1ª giornata | 1ª giornata |
| 9 dic. 1972 | 9 dic. 1972 | 9 dic. 1972 | 9 dic. 1972 |
| ----------- | ----------- | ----------- | ----------- |
| Santos      | -           | Santa Cruz  | 2-0         |
| Grêmio      | -           | Botafogo    | 0-0         |

| 2ª giornata       | 2ª giornata       | 2ª giornata       | 2ª giornata       |
| 13 e 14 dic. 1972 | 13 e 14 dic. 1972 | 13 e 14 dic. 1972 | 13 e 14 dic. 1972 |
| ----------------- | ----------------- | ----------------- | ----------------- |
| Botafogo          | -                 | Santa Cruz        | 4-1               |
| Santos            | -                 | Grêmio            | 0-1               |

| 3ª giornata  | 3ª giornata  | 3ª giornata  | 3ª giornata  |
| 18 dic. 1972 | 18 dic. 1972 | 18 dic. 1972 | 18 dic. 1972 |
| ------------ | ------------ | ------------ | ------------ |
| Botafogo     | -            | Santos       | 2-1          |
| Santa Cruz   | -            | Grêmio       | 2-1          |

#### Classifica
| Pos. | Squadra    | Pt | G | V | N | P | GF | GS | DR |
| ---- | ---------- | -- | - | - | - | - | -- | -- | -- |
| 1    | Botafogo   | 5  | 3 | 2 | 1 | 0 | 6  | 2  | +4 |
| 2    | Grêmio     | 3  | 3 | 1 | 1 | 1 | 2  | 2  | 0  |
| 3    | Santos     | 2  | 3 | 1 | 0 | 2 | 3  | 3  | 0  |
| 4    | Santa Cruz | 2  | 3 | 1 | 0 | 2 | 3  | 7  | -4 |

#### Verdetto
- Botafogo qualificato alle semifinali.

## Fase finale
|  | Semifinali | Semifinali    | Semifinali |          |           | Finale    | Finale | Finale |  |
|  |            |               |            |          |           |           |        |        |  |
|  | G2         | Palmeiras     | 1          |          |           |           |        |        |  |
|  | G2         | Palmeiras     | 1          |          |           |           |        |        |  |
|  | G1         | Internacional | 1          |          |           |           |        |        |  |
|  | G1         | Internacional | 1          |          | Palmeiras | Palmeiras | 0      |        |  |
|  |            |               |            |          | Palmeiras | Palmeiras | 0      |        |  |
|  |            |               | Botafogo   | Botafogo | 0         |           |        |        |  |
|  | G4         | Botafogo      | Botafogo   | Botafogo | 0         | 2         |        |        |  |
|  | G4         | Botafogo      |            |          |           |           |        |        |  |
|  | G3         | Corinthians   | 1          |          |           |           |        |        |  |

### Semifinali
| Arbitro: | Coelho |

|         |           |           |
| Nei 69’ | Marcatori | 15’ Tovar |

| Arbitro: | Rufino |

|                                 |           |                 |
| Jairzinho 25’ Nei Conceição 83’ | Marcatori | 8’ Nélson Lopes |

### Finale
| Arbitro: | Martins |

| |            | |
| · Leão P · Eurico D · Luís Pereira D · Alfredo Mostarda D · Zeca D · Dudu C · Zé Carlos A · Ademir da Guia C · Edu Bala A · Ronaldo A · Leivinha A · Madurga A · Nei A | Formazioni | · P Cao · D Valtencir · D Brito · D Osmar · D Marinho Chagas · C Carlos Roberto · C Nei Conceição · A Zequinha · A Jairzinho · A Fischer · A Ademir Vicente · A Ferreti |
| Brandão | Allenatori | Leônidas |

### Verdetti
- Palmeiras campione del Brasile 1972.[3]
- Palmeiras e Botafogo qualificati per la Coppa Libertadores 1973.

## Classifica marcatori
| Pos. | Giocatore      | Squadra          | Gol |
| ---- | -------------- | ---------------- | --- |
| 1    | Dadá Maravilha | Atlético Mineiro | 17  |
| 1    | Pedro Rocha    | San Paolo        | 17  |
| 3    | Zé Roberto     | Coritiba         | 16  |
| 4    | Leivinha       | Palmeiras        | 15  |
| 5    | Campos         | Nacional-AM      | 14  |
| 6    | Valdomiro      | Internacional    | 12  |
| 7    | Roberto        | Remo             | 10  |
| 8    | Jairzinho      | Botafogo         | 9   |